# Sobór Zaśnięcia Matki Bożej w Astanie
Sobór Zaśnięcia Matki Bożej – prawosławny sobór w Astanie, katedra Metropolitalnego Okręgu Rosyjskiego Kościoła Prawosławnego w Republice Kazachstanu.
Prace nad wzniesieniem soboru zainicjował w 2004 metropolita astański i ałmacki Metody. W styczniu 2006 miało miejsce położenie kamienia węgielnego i poświęcenie fundamentów przyszłego soboru; w czasie świąt Paschy w tym samym roku w nieukończonym jeszcze obiekcie odprawiono pierwsze nabożeństwo. W 2007 obok głównej bryły świątyni wzniesiono dzwonnicę. W 2009 metropolita Metody poświęcił kopuły soboru i położone na nich krzyże. Poświęcenia całego obiektu dokonał w czasie swojej wizyty duszpasterskiej w Kazachstanie patriarcha moskiewski i całej Rusi Cyryl, w dniu 17 stycznia 2010.
Sobór przeznaczony jest dla 4000 wiernych, jego łączna powierzchnia przekracza 2 tys. metrów kwadratowych.